# Govhar Beydullayeva
Govhar Beydullayeva ( Azerbaijão: Gövhər Bəydullayeva ; nascido em 23 de abril de 2003) é uma enxadrista do Azerbaijão que detém o título de Grande Mestre Feminina (WGM).  Ela é a campeã mundial feminina sub-20 em 2022 bem como a campeã mundial feminina sub-18 em 2021.

## Carreira
Govhar Beydullayeva representou o Azerbaijão no Campeonato Europeu Juvenil de Xadrez e no Campeonato Mundial Juvenil de Xadrez em diferentes faixas etárias, onde ganhou três medalhas: medalha de ouro (em 2017, no Campeonato Europeu Juvenil de Xadrez na faixa etária feminina Sub-14  e duas medalhas de prata (em 2014, no Campeonato Europeu Juvenil de Xadrez na faixa etária feminina Sub12, e em 2015, no Campeonato Europeu Juvenil de Xadrez na faixa etária feminina Sub12).
Em 2021, ela venceu a Copa do Mundo entre meninas menores de 18 anos.  Mesmo ano, ela venceu a Super Final Mundial Juvenil Feminina Sub-18 da FIDE.
Em outubro de 2022, ela venceu o Campeonato Mundial Júnior Feminino de Xadrez em Sardegna, Itália.